# Southern Motor Manufacturing Association
Southern Motor Manufacturing Association war ein US-amerikanischer Hersteller von Automobilen.

## Unternehmensgeschichte

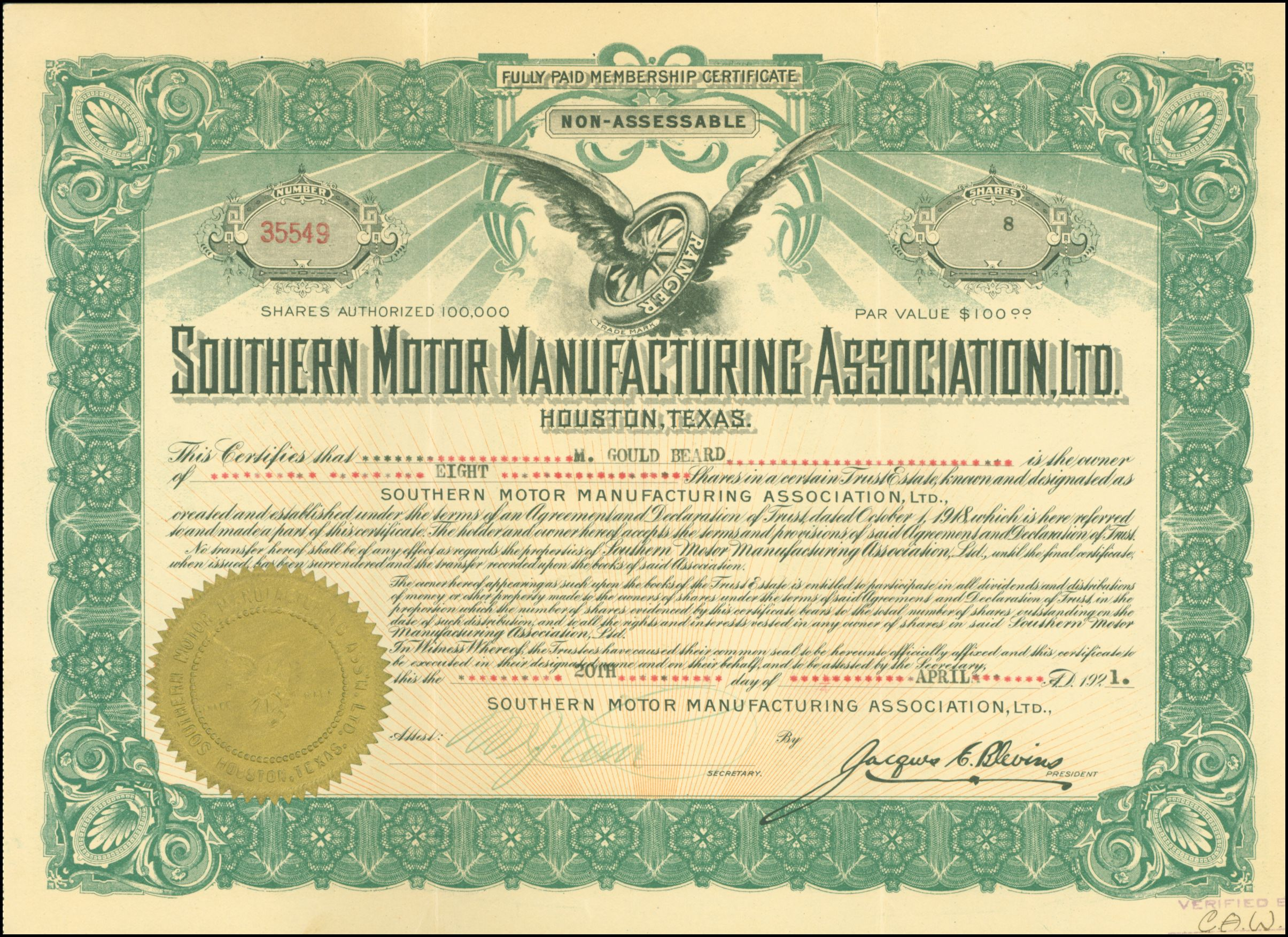
Aktie der Southern Motor Manufacturing Association vom 20. April 1921

Das Unternehmen wurde 1920 in Houston in Texas gegründet. Beteiligt waren Jacques E. Blevins, E. F. Reid und C. E. Shively. Am 26. September 1920 wurde die Produktion von Automobilen angekündigt. Der Markenname lautete Ranger. 1922 gab es eine Insolvenz, woraufhin eine Fusion mit der National Motors Corporation angekündigt wurde. 1922 oder 1923 endete die Produktion. 1924 wurde das Unternehmen aufgelöst. Im gleichen Jahr wurden 14 Personen dieses Unternehmen sowie von der National Motors Corporation wegen Betruges angeklagt. Insgesamt entstanden nur wenige Fahrzeuge, von denen eines noch existiert.
Es gab keine Verbindung zur Ranger Automobile Company, die ein paar Jahre vorher den gleichen Markennamen benutzte.

## Fahrzeuge
Ein Modell war der Four. Er hatte einen selbst hergestellten Vierzylindermotor mit L-Kopf und 31 PS Leistung. Das Fahrgestell hatte 295 cm Radstand. Als Roadster kostete das Fahrzeug 1595 US-Dollar und als Tourenwagen 1850 Dollar.
Daneben wird ein Six genannt. Die Motorleistung war mit 57 PS angegeben. Der Radstand betrug 312 cm. Es ist aber fraglich, ob er tatsächlich gebaut wurde. Der Neupreis war mit 3550 Dollar angegeben.
1923 wurde noch ein neuer Four angekündigt. Er sollte einen Vierzylindermotor von der Supreme Motors Corporation haben. Auch hier ist unklar, ob mehr als ein Prototyp entstand.